# Adonisea oculata
Adonisea oculata är en fjärilsart som beskrevs av Smith 1900. Adonisea oculata ingår i släktet Adonisea och familjen nattflyn. Inga underarter finns listade i Catalogue of Life.